# Gumaga griseola
Gumaga griseola là một loài Trichoptera trong họ Sericostomatidae. Chúng phân bố ở miền Tân bắc.